# Alpha (album de Djadja & Dinaz)
Pour les articles homonymes, voir Alpha (homonymie).
Albums de Djadja et Dinaz
Spleen
(2021) Terminal 7
(2025)
Singles
1. La force tranquille
Sortie : 10 février 2023

Alpha est le sixième album studio de Djadja et Dinaz sorti le 3 mars 2023. La deuxième partie est sortie le 17 mars 2023.

## Liste des pistes
Toutes les paroles sont écrites par Djadja & Dinaz.
| 1.  | Intro               | Ocho doble            | 1:13 |
| 2.  | La force tranquille | Ocho doble            | 4:04 |
| 3.  | J'connais           | SRNO                  | 2:27 |
| 4.  | Alpha               | Asieux, Score Music   | 2:55 |
| 5.  | Full black          | Voluptyk              | 2:48 |
| 6.  | Mayday              | Tiger BeatZ           | 2:56 |
| 7.  | L'escalier          | Voluptyk              | 2:23 |
| 8.  | Moi aussi           | Inouk                 | 3:10 |
| 9.  | Avenue              | Traplysse, Inouk      | 3:17 |
| 10. | Toujours la même    | SHB, Scar, Nuvalia    | 2:56 |
| 11. | L'essentiel         | Amine Farsi           | 2:38 |
| 12. | Envahir             | Le Side, Shaman Beatz | 3:17 |
| 13. | J'réfléchis         | Chefi                 | 2:54 |
| 14. | Coller              | Chefi, Rkaz           | 2:20 |
| 15. | Le métier           | Timo                  | 2:38 |
| 16. | Everyday            | Ocho doble            | 3:29 |
| 17. | Outro               | MacMuzik              | 4:53 |

| 1.  | Messi         | Bersa        | 3:10 |
| 2.  | Dans mon état | P.Prod       | 3:04 |
| 3.  | Balenciaga    | Voluptyk     | 3:16 |
| 4.  | 77            | Timo         | 3:04 |
| 5.  | Charbonner    | Eiki Beats   | 3:36 |
| 6.  | Gramma        | Marcelino    | 3:02 |
| 7.  | Bendo         | Chefi        | 3:00 |
| 8.  | Capitaine     | Akuma Tracks | 2:35 |
| 9.  | Ma force      | Akuma Tracks | 3:51 |
| 10. | Comme jamais  | Timo         | 2:53 |
| 11. | Taulier       | Akuma Tracks | 2:47 |
| 12. | Sommeil       | Fux          | 2:25 |
| 13. | Ça y est      | P2wider      | 3:08 |

| 1. | Pas là       | Bersa     | 2:26 |
| 2. | 800K         | Boumidjal | 2:36 |
| 3. | Bénéfice net | Bersa     | 2:32 |
| 4. | Train de vie | Voluptyk  | 3:02 |

## Titres certifiés
- La force tranquille  Or [2]
- Alpha  Or

### Partie 2
- Capitaine  Diamant [3]

### Titres bonus
- Pas là  Or [4]

## Clips vidéo
- La force tranquille : 17 février 2023
- Alpha : 3 mars 2023

## Classements et certifications

### Classements
| Classement (2023)            | Meilleure position |
| ---------------------------- | ------------------ |
| Belgique (Wallonie Ultratop) | 3                  |
| Belgique (Flandre Ultratop)  | 118                |
| France (SNEP)                | 1                  |
| Suisse (Schweizer Hitparade) | 4                  |

### Certifications et ventes
| Région        | Certification | Ventes/Streams |
| ------------- | ------------- | -------------- |
| France (SNEP) | Platine       | 200 000        |